# Place Paul-Doumer
La place Paul-Doumer est une place publique nantaise.

## Situation et accès
Située dans le quartier Hauts-Pavés - Saint-Félix, la place est une voie bitumée, ouverte à la circulation automobile, faisant la jonction entre la rue des Dervallières au boulevard Albert-Thomas.
Sur son côté nord-ouest se trouve l'une des entrées du parc de Procé, tandis que sur son côté sud se présente le Val de Chézine.

## Origine du nom
Elle porte le nom de l'ancien Président de la République Paul Doumer, assassiné par Paul Gorgulov.

## Historique
L'aménagement de la place fut décidé dans les années 1930 au même moment que celle du boulevard Albert-Thomas, qui allait constituer alors la partie sud du boulevard Gaston-Serpette. L'artère a été baptisée par la municipalité le 30 novembre 1936. 